# Elie Mitri
Elie Mitri (arabiska: ايلي متري), född 26 januari, 1980, är en libanesisk skådespelare.

## Filmografi

### Flm
- 2010 – Purple Rain
- 2006 – Falafel
- 2010 – 10 Beiruti Minutes
- 2008 – Amour d'Enfants

### TV
- 2006 – Förhäxad (TV-serie)
- 2008 – Desperate Housewives (TV-serie)
- 2009–Nu – CSI: Miami (TV-serie)
- 2011 – Beirut I Love You (TV-serie)